# FIFUSA
Международная федерация футбола в залах (порт. Federação Internacional de Futebol de Salão, сокр. FIFUSA, в русской транслитерации ФИФУСА) — структура, управляющая футболом в залах. Штаб-квартира ФИФУСА находится в бразильском городе Сан-Паулу. ФИФУСА включает в себя 55 национальных федераций. Начиная с 1980-х годов каждые три года проводятся чемпионаты мира. Первый чемпионат мира по футзалу прошёл в 1982 в Бразилии. В нём приняли участие 12 стран, в соревнованиях победили команды Бразилии, Парагвая и Уругвая.

## История
FIFUSA организовала 7 чемпионатов мира по футболу в залах, первый из которых прошёл в 1982 году в Сан-Паулу (Бразилия).

Футбол в залах начал бурно развиваться начиная с лета 1942 года в Южной Америке (Бразилия, Парагвай, Уругвай, Чили, Аргентина, Колумбия и т.д.) под влиянием профессоров YMCA (англ. Young Men Christian’s Associations).
В 1954 году Бразилией была основана первая Федерация Футбола в залах (англ. Metropolitan Federation of Futsal), ныне известная как Федерации Футбола в залах бразильского штата Рио-де-Жанейро. Год спустя, в 1955 году, была основана PFF (англ. Paulista Federation of football in room) в штате Сан-Паулу (Бразилия).
В 1956 году бразильские правила игры «Futebol de Salão» различных государств были объединены и опубликованы благодаря работе Луис Гонсага де Оливейра Фернандеса и Хабиба Марфуза.

## Чемпионы мира
- 1982 — Бразилия
- 1985 — Бразилия
- 1988 — Парагвай
- 1991 — Португалия
- 1994 — Аргентина
- 1997 — Венесуэла
- 2000 — Колумбия

1. Бразилия —   2
2. Аргентина —  1
3. Венесуэла —  1
4. Колумбия —   1
5. Парагвай —   1
6. Португалия — 1